# Boys (gruppo musicale polacco)
Boys è una boy band polacca formatasi nel 1990. È attualmente costituita dai cantanti Marcin Miller, Jan "Jovan" Cieniewicz, Marcin "Vanil" Dardziński, Rafał Kamiński e Jeremiasz Cieniewicz.

## Storia del gruppo
La formazione ha pubblicato una serie di album in studio e raccolte nel corso del tempo, tra cui la compilation 25 lat (2017). Essa contiene una serie di successi, tra cui Koleś z Bety (doppio platino; 2016), Najpiękniejsza dziewczyno (diamante; 2016) e Moja kochana (triplo platino; 2017).
The Best Of (2019) include due hit certificate platino dalla Związek Producentów Audio-Video, rispettivamente Wciąż pamiętam (2018) e Nie ma gwiazd (2019). Hanno tenuto concerti anche al di fuori dei confini polacchi.

## Formazione
Attuale
- Marcin Miller – voce
- Jan "Jovan" Cieniewicz – voce
- Marcin "Vanil" Dardziński – voce
- Rafał Kamiński – voce
- Jeremiasz Cieniewicz – voce

Ex componenti
- Mirosław Lewczuk
- Jarosław Tyszkiewicz
- Krzysztof Cieciuch
- Igor Giro
- Robert Sasinowski
- Bogdan Kukier
- Grzegorz Rydzewski
- Cezary Krukowski
- Konrad "Tulipan" Dobrzyński
- Artur Kosicki
- Andrzej "Blomis" Jabłoński

## Discografia

### Album in studio
- 1992 – Dziewczyna z marzeń
- 1992 – Usłysz wołanie
- 1993 – Wspólne inicjały
- 1993 – Alleluja, alleluja...
- 1994 – Miłość jak wiatr
- 1995 – Bawmy się
- 1996 – Łobuz i drań
- 1997 – O.K.
- 1998 – Tak czy nie?!
- 1999 – Zadowoleni?!
- 2000 – Extra!
- 2001 – Biba
- 2003 – Jumpreza
- 2005 – Wieczni łowcy
- 2007 – Na lajcie
- 2009 – Dicho
- 2010 – Rock Boys
- 2010 – XXX
- 2011 – Lody
- 2024 – Zapamiętaj mnie

### Album di remix
- 2008 – Remix na lajcie

### Raccolte
- 1998 – Love Songs Vol. 1
- 1999 – Mix
- 2003 – Przebojowa kolekcja
- 2008 – The Best of Boys
- 2009 – Wielka kolekcja disco polo
- 2014 – Hit wszech czasów
- 2017 – 25 lat
- 2019 – The Best Of
- 2022 – 18-22
- 2023 – Moje covery
- 2024 – Największe Przeboje lat 90

### Singoli
- 1998 – Wszystko jest w nas (con Classic)
- 1999 – Mix
- 2001 – Figo - fago/Biba
- 2003 – Jumpreza
- 2005 – Wspomnij mnie
- 2007 – Niebo w gębie
- 2014 – Przypomnij mi
- 2014 – Przemyśl swój wybór maleńka
- 2014 – Poluj na mnie
- 2015 – W oczach niebo (con Extazy)
- 2016 – Koleś z Bety
- 2016 – Najpiękniejsza dziewczyno
- 2016 – To dla ciebie jestem całą prawdą
- 2017 – Barwy uczuć (con le Top Girls)
- 2017 – Moja kochana
- 2018 – Polska Biało-Czerwoni
- 2018 – Wciąż pamiętam
- 2019 – Choćbyś tęsknił
- 2019 – Szalona blondynka (con i Bayer Full)
- 2019 – Nie ma gwiazd
- 2020 – Ogród pełen róż
- 2020 – To zmieni się (con le Top Girls, Jorrgus, Extazy e i Bajorek)
- 2020 – Miłość jak piorun
- 2021 – Taka jak ty
- 2022 – Nie szukaj mnie
- 2022 – Zapamiętaj mnie
- 2022 – Muzykę w duszy mamy (con i Weekend)
- 2023 – Wszystko co mam (con News)
- 2023 – Do zobaczenia w Batumi (con Jorrgus)
- 2023 – Plaża nasza jest
- 2023 – Jak szalony traktorzysta
- 2024 – Przytul moje serce
- 2024 – Wakacyjna miłość
- 2025 – Czarny charakter (con i Menelaos)